# Tribunal Electoral de Tabasco
El Tribunal Electoral de Tabasco es uno de los órganos constitucionales autónomos del Estado de Tabasco. Es la máxima autoridad en materia electoral en el Estado y uno de los órganos jurisdiccionales locales en materia electoral del Sistema Nacional Electoral de México. 

## Historia

### Tribunal Estatal de lo Contencioso Electoral (1987-1991)
El Tribunal Electoral de Tabasco fue creado el 2 de septiembre de 1987 como Tribunal Estatal de lo Contencionso Electoral, un órgano administrativo sucesor de la Comisión Estatal Electoral, como el encargado de resolver los recursos de apelación y quejas que surgieran en los procesos electorales del estado.

### Tribunal Estatal Electoral (1991-1996)
El 27 de marzo de 1991 se cambia la denominación del Tribunal Estatal de lo Contencioso Electoral por el de Tribunal Estatal Electoral. El nuevo tribunal conserva las facultades y competencia de su antecedente. Se integraba de 9 Magistrados ratificados por el Congreso del Estado, a propuesta del Presidente del Tribunal Superior de Justicia.

### Tribunal Electoral de Tabasco (1996 - Actualidad)
El 28 de diciembre de 1996 se crea el Tribunal Electoral de Tabasco, que es constituido como máxima autoridad electoral de la entidad. El 27 de noviembre de 2002, es dotado de autonomía, de personalidad jurídica y patrimonio propio, independiente.

## Funciones
De acuerdo a la Constitución Política del Estado de Tabasco, con excepción de los asuntos que corresponde resolver directamente al Tribunal Electoral del Poder Judicial de la Federación, al Tribunal Electoral de Tabasco le corresponde resolver en forma definitiva sobre:
- Las impugnaciones en las elecciones de Diputados Locales.
- Las impugnaciones que se presenten sobre la elección ordinaria o extraordinaria de Gobernador del Estado.
- Las impugnaciones que se presenten en las elecciones de Presidentes Municipales y Regidores, así como las relativas a Delegados y Subdelegados municipales.
- Las impugnaciones de actos o resoluciones de la autoridad electoral estatal, distintas a las señaladas en las tres funciones anteriores, que violen normas constitucionales o legales.
- Las impugnaciones de actos y resoluciones que violen los derechos político electorales de los ciudadanos de votar, ser votado y de afiliación libre y pacífica para tomar parte en los asuntos políticos del Estado, en los términos que señalen la Constitución Política del Estado de Tabasco y las leyes. Para que un ciudadano pueda acudir a la jurisdicción del Tribunal por violación a sus derechos por el partido político al que se encuentre afiliado, deberá haber agotado previamente las instancias de solución de conflictos previstas en sus normas internas.
- La determinación e imposición de sanciones por parte del Instituto Electoral y de Participación Ciudadana de Tabasco a partidos o agrupaciones políticas o personas físicas o jurídicas colectivas, locales, nacionales o extranjeras, que infrinjan disposiciones de la Constitución local y demás ordenamientos aplicables.
- Los conflictos laborales entre el Instituto Electoral y de Participación Ciudadana y sus servidores públicos; con excepción de aquellos que formen parte del Servicio Profesional Electoral Nacional¸ así como los que surjan entre el Tribunal Electoral y sus servidores públicos, en términos de las disposiciones aplicables.
- Las impugnaciones que se presenten respecto de la celebración de consultas populares o la presentación de iniciativas ciudadanas.

## Organización
El Tribunal se integrará con 3 magistrados electorales permanentes que son electos electos para un periodo de 7 años  por el Senado de la República. Los magistrados eligen de entre ellos al Presidente, quien dura 2 años en su encargo. La Presidencia del Tribunal debe ser rotativa entre sus miembros. 

### El Pleno
| Cargo                 | Propietario                     | Periodo para el que fue electo | Periodo para el que fue electo | Periodo para el que fue electo |
| --------------------- | ------------------------------- | ------------------------------ | ------------------------------ | ------------------------------ |
| Magistrado Presidente | Margarita Espinosa Armengol     | 7 años                         | 24 de octubre de 2019          | 1 de octubre de 2026           |
| Magistrada            | Yolidabey Alvarado de la Cruz   | 7 años                         | 2 de octubre de 2014           | 1 de octubre de 2021           |
| Magistrada            | Rigoberto Riley Mata Villanueva | 7 años                         | 28 de abril de 2016            | 27 de abril de 2023            |

## Reforma Electoral de 2014
Tras la Reforma en materia político-electoral de 2014, formalmente en vigor desde el 24 de mayo de 2014, un día después de su publicación en el Diario Oficial de la Federación (DOF), el Tribunal Electoral de Tabasco pasó a formar parte del conjunto órganos jurisdiccionales locales en Materia Electoral del Estado mexicano.
La reforma a la Constitución general publicada en el DOF el 10 de febrero de 2014, entre otras cosas, estableció que las autoridades electorales jurisdiccionales se integrarían por un número impar de magistrados, quienes serían electos por las dos terceras partes de los miembros presentes del Senado.
El artículo décimo transitorio determinó que los magistrados de los órganos jurisdiccionales locales en materia electoral, que se encontraran en funciones a la entrada en vigor de las normas previstas para ser creadas o moficicadas (Ley General de Instituciones y Procedimientos Electorales, Ley General del Sistema de Medios de Impugnación en Materia Electoral, Ley Orgánica del Poder Judicial de la Federación y Ley Federal de Responsabilidades Administrativas de los Servidores Públicos) continuarían en su encargo hasta que el Senado nombrara a los nuevos magistrados, lo que ocurrió el 2 de octubre de 2014.
| Cargo      | Propietario                   | Periodo para el que fue electo | Periodo para el que fue electo | Periodo para el que fue electo | Notas |
| ---------- | ----------------------------- | ------------------------------ | ------------------------------ | ------------------------------ | --- |
| Magistrado | Oscar Rebolledo Herrera       | 3 años                         | 2 de octubre de 2014           | 1 de octubre de 2017           | Renunció al cargo el 12 de agosto de 2017. Posteriormente, el 24 de agosto del mismo año, fue designado Magistrado del Tribunal de Justicia Administrativa del Estado de Tabasco, cargo al que también renunció el 31 de diciembre de 2018. |
| Magistrado | Jorge Montaño Ventura         | 5 años                         | 2 de octubre de 2014           | 1 de octubre de 2019           | El 15 de octubre de 2015 fue desaforado y separado de su cargo por el Congreso del Estado, con el objeto de permitir que siguiera su curso un procedimiento penal en su contra, por lo que el Senado designó a Rigoberto Riley Mata Villanueva el 28 de abril de 2016. Resultó absuelto del proceso y el 16 de noviembre de 2017, la Sala Superior del Tribunal Electoral del Poder Judicial de la Federación (TEPJF) ordenó su reinstalación como Magistrado, lo que sucedió el 27 de noviembre de 2017 |
| Magistrada | Yolidabey Alvarado de la Cruz | 7 años                         | 2 de octubre de 2014           | 1 de octubre de 2021           | |